# Turcja na Zimowych Igrzyskach Olimpijskich 2022
Turcja na Zimowych Igrzyskach Olimpijskich 2022 – występ kadry sportowców reprezentujących Turcję na igrzyskach olimpijskich, które odbyły się w Pekinie, w Chińskiej Republice Ludowej, w dniach 4-20 lutego 2022 roku.
Reprezentacja Turcji liczyła siedmioro zawodników – trzy kobiety i czterech mężczyzn.
Był to osiemnasty start Turcji na zimowych igrzyskach olimpijskich.

## Wydarzenia
Najważniejszym wydarzeniem igrzysk dla Turków okazał się występ Furkana Akara - pierwszego tureckiego shorttrackisty, który wziął udział w igrzyskach olimpijskich. W wyścigu na 1000 m mężczyzn Akar przebrnął kwalifikacje, awansując do ćwierćfinałów. Na pół okrążenia przed końcem biegu ćwierćfinałowego był ostatni w stawce 5 zawodników, jednak tuż przed metą doszło do wywrotki 3 poprzedzających go sportowców, a następnie ukarania Węgra Shaolina Sándora Liu, który jako pierwszy przekroczył linią mety. Tym samym sensacyjnym zwycięzcą biegu został Akar, dla którego awans do czołowej 11 turnieju był życiowym sukcesem (dotychczas indywidualnie najlepszym miejscem Akara była 16. pozycja na Mistrzostwach Europy w Gdańsku w 2021). W półfinale zajął ostatnią klasyfikowaną pozycję. Pozwoliło mu to jednak pojechać w finale B, w którym był drugi, co przełożyło się na 6. miejsce w klasyfikacji generalnej wyścigu na 1000 m. Był to najlepszy wynik w 86-letniej historii występów Turcji na zimowych igrzyskach olimpijskich.

## Reprezentanci

### Biegi narciarskie
| Zawodnik                          | Konkurencja                | Kwalifikacje | Kwalifikacje | Ćwierćfinały | Ćwierćfinały | Półfinały | Półfinały | Finał   | Finał    | Finał   | Źródło |
| Zawodnik                          | Konkurencja                | Czas         | Miejsce      | Czas         | Miejsce      | Czas      | Miejsce   | Czas    | Strata   | Miejsce | Źródło |
| --------------------------------- | -------------------------- | ------------ | ------------ | ------------ | ------------ | --------- | --------- | ------- | -------- | ------- | ------ |
| Ayşenur Duman                     | sprint kobiet              | 4:08,47      | 85.          | NQ           | NQ           | NQ        | NQ        | NQ      | NQ       | 85.     | [ 3 ]  |
| Ayşenur Duman                     | bieg indywidualny kobiet   | —            | —            | —            | —            | —         | —         | 37:36,7 | +9:30,4  | 87.     | [ 3 ]  |
| Özlem Ceren Dursun                | bieg indywidualny kobiet   | —            | —            | —            | —            | —         | —         | 39:17,6 | +11:11,3 | 92.     | [ 4 ]  |
| Ayşenur Duman, Özlem Ceren Dursun | sprint drużynowy kobiet    | —            | —            | —            | —            | LAP       | 12.       | NQ      | NQ       | 23.     | [ 5 ]  |
| Yusuf Emre Fırat                  | bieg indywidualny mężczyzn | —            | —            | —            | —            | —         | —         | DNF     | DNF      | DNF     | [ 6 ]  |
| Yusuf Emre Fırat                  | sprint mężczyzn            | 3:15,96      | 80.          | NQ           | NQ           | NQ        | NQ        | NQ      | NQ       | 80.     | [ 6 ]  |

### Narciarstwo alpejskie
| Zawodnik          | Konkurencja            | 1 przejazd | 1 przejazd | 2 przejazd | 2 przejazd | Łącznie | Łącznie | Źródło |
| Zawodnik          | Konkurencja            | Czas       | Pozycja    | Czas       | Pozycja    | Czas    | Pozycja | Źródło |
| ----------------- | ---------------------- | ---------- | ---------- | ---------- | ---------- | ------- | ------- | ------ |
| Özlem Çarıkçıoğlu | slalom kobiet          | 1:09,45    | 56.        | 1:09,47    | 49.        | 2:18,92 | 49.     | [ 7 ]  |
| Özlem Çarıkçıoğlu | slalom gigant kobiet   | 1:15,98    | 58.        | 1:14,75    | 47.        | 2:30,73 | 48.     | [ 7 ]  |
| Berkin Usta       | slalom mężczyzn        | DNF        | DNF        | NQ         | NQ         | DNF     | DNF     | [ 8 ]  |
| Berkin Usta       | slalom gigant mężczyzn | 1:17,91    | 45.        | 1:24,81    | 43.        | 2:42,72 | 43.     | [ 8 ]  |

### Short track
| Zawodnik    | Konkurencja     | Kwalifikacje | Kwalifikacje | Ćwierćfinał | Ćwierćfinał | Półfinał | Półfinał | Finał B  | Finał B | Miejsce | Źródło |
| Zawodnik    | Konkurencja     | Czas         | Pozycja      | Czas        | Pozycja     | Czas     | Pozycja  | Czas     | Pozycja | Miejsce | Źródło |
| ----------- | --------------- | ------------ | ------------ | ----------- | ----------- | -------- | -------- | -------- | ------- | ------- | ------ |
| Furkan Akar | 1000 m mężczyzn | 1:25,462     | 2. Q         | 1:25,490    | 1. Q        | 1:27,102 | 3. QB    | 1:36,052 | 2.      | 6.      | [ 9 ]  |

### Skoki narciarskie
| Zawodnik            | Konkurencja                | Kwalifikacje | Kwalifikacje | Kwalifikacje | Runda 1.  | Runda 1. | Runda 1. | Runda 2.  | Runda 2. | Runda 2. | Suma   | Suma    | Źrodło |
| Zawodnik            | Konkurencja                | Odległość    | Punkty       | Miejsce      | Odległość | Punkty   | Miejsce  | Odległość | Punkty   | Miejsce  | Punkty | Miejsce | Źrodło |
| ------------------- | -------------------------- | ------------ | ------------ | ------------ | --------- | -------- | -------- | --------- | -------- | -------- | ------ | ------- | ------ |
| Fatih Arda İpcioğlu | skocznia normalna mężczyzn | 74,5         | 52,8         | 46. Q        | 99,0      | 115,0    | 36.      | NQ        | NQ       | NQ       | 115,0  | 36.     | [ 10 ] |
| Fatih Arda İpcioğlu | skocznia duża mężczyzn     | 116,0        | 94,6         | 40. Q        | 124,0     | 109,5    | 40.      | NQ        | NQ       | NQ       | 109,5  | 40.     | [ 10 ] |